# Bremserplatz

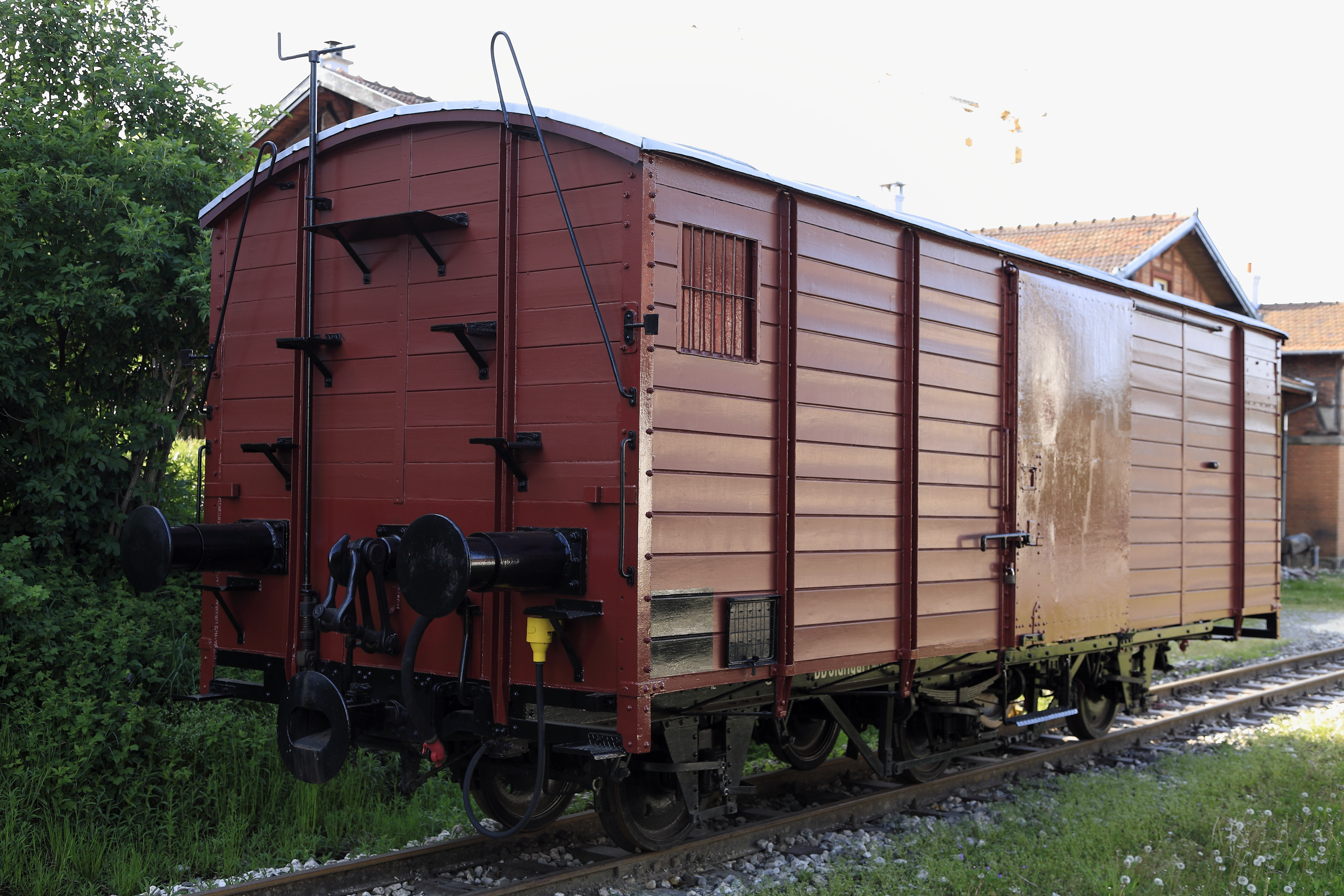
Hochliegender Bremsersitz

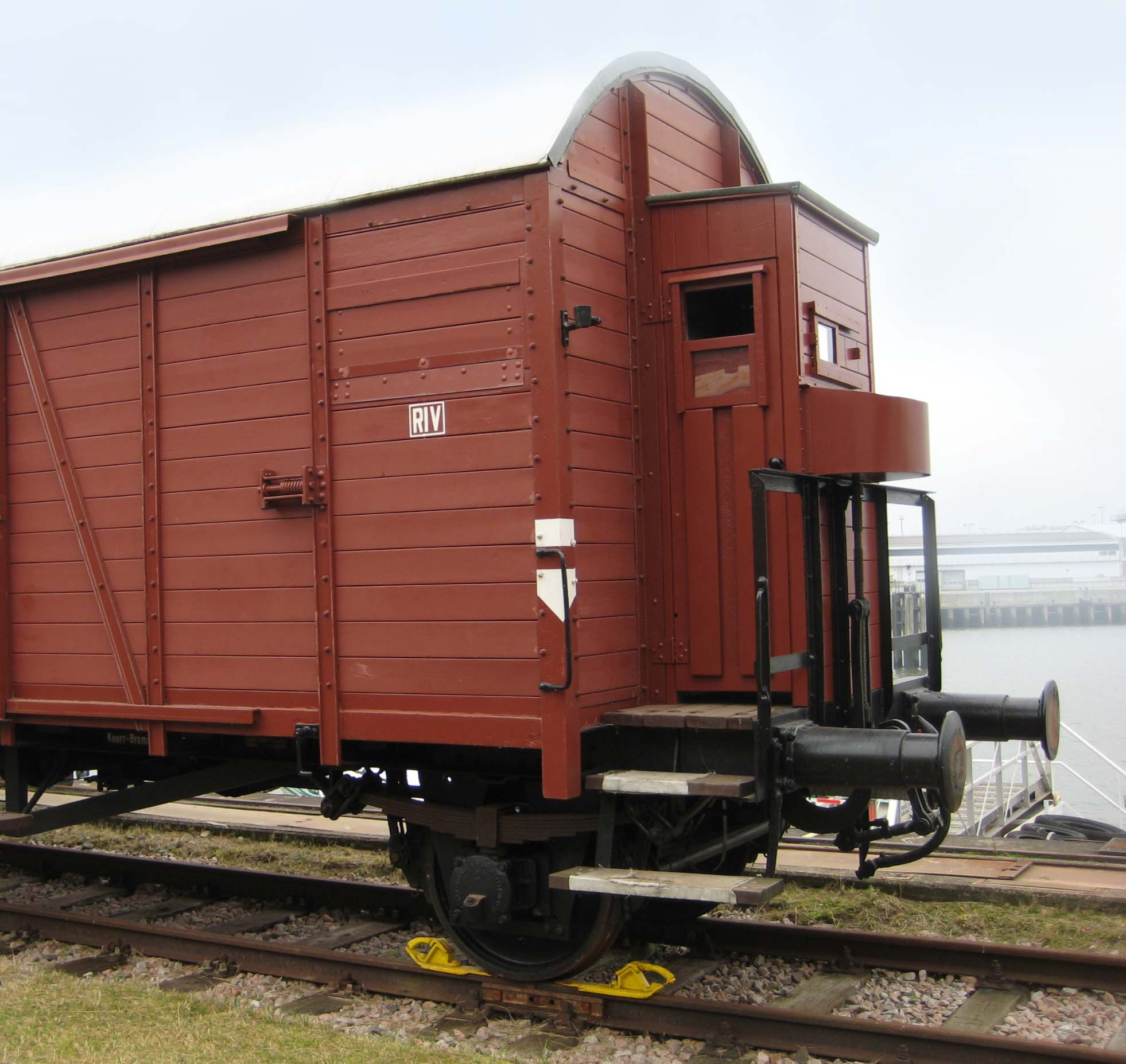
Bremserhaus eines Güterwagen der geschweißten Bauart

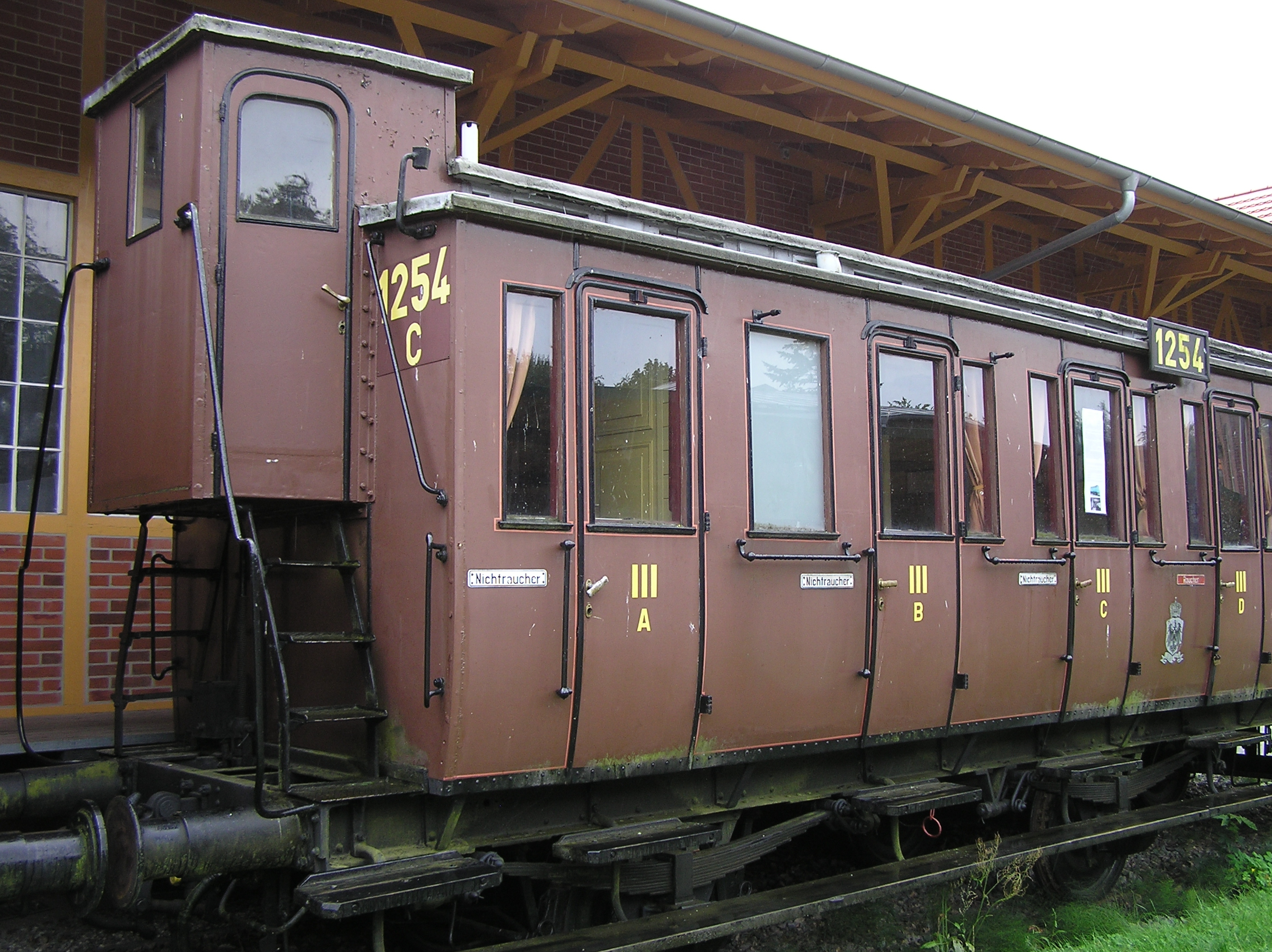
Preußischer Abteilwagen mit hochliegendem Bremserhaus

Ein Bremserplatz, je nach Ausführung auch Bremserhaus, Bremserkabine, Bremserstand, Bremserbühne oder Bremsersitz genannt, ist ein Arbeitsplatz an einem Ende eines Eisenbahnwagens, an dem sich die Bedieneinrichtung für eine manuell betätigte Bremse befindet. Die ursprünglich ungeschützten Arbeitsplätze wurden später durch einen Wetterschutz ergänzt, der bei Personenwagen von 1880 bis etwa 1910 und bei Güterwagen bis etwa 1950 verbaut wurde.
Je nach Verhältnissen der Strecke und der Geschwindigkeit des Zuges waren vor Einführung der Druckluftbremse innerhalb eines Zugverbandes einzelne oder alle Bremserplätze mit einem Bremser besetzt. Der Lokomotivführer kommunizierte mit den Bremsern durch Pfeifsignale. Für eine gute Hörverbindung und eine gewisse Sicht lagen die Bremserhäuser ursprünglich wie die vorher offenen Bremsersitze in Dachhöhe. Mit dem Aufkommen der ersten Fahrleitungsbetriebe zu Beginn des 20. Jahrhunderts war es erforderlich, die Bremserplätze zur Gewährleistung des notwendigen Sicherheitsabstandes auf die Höhe der Wagenböden abzusenken. Der Dienst der Bremser war insbesondere im Winter gefährlich, da es selbst in den geschlossenen, aber ungeheizten und zugigen Kabinen beim bewegungseingeschränkten Personal häufig zu Erfrierungen und manchmal sogar zum Erfrierungstod kam. In Extremfällen wurde auch die Bremssicherheit des Zuges gefährdet.
Bremserhäuser wurden mit der Einführung der durchgehenden Druckluftbremsen teilweise überflüssig. Die Einführung der Druckluftbremse erfolgte in Deutschland bei schnellfahrenden Reisezügen Ende des 19. Jahrhunderts, bei Personenzügen Anfang des 20. Jahrhunderts und bei Güterzügen ab etwa 1925. Reisezugwagen mit Wagenübergängen waren aus Platzgründen nicht mit Bremserhäusern ausrüstbar. Für die Mitfahrt der Zugsicherer am Zugschluss musste ein gewisser Anteil von Wagen mit Bremserhaus erhalten bleiben, bis diese Funktion in den 1950er Jahren abgeschafft werden konnte. In der Folge wurden die Bremserhäuser abgebaut, an den betroffenen Wagen verblieben offene Bremserbühnen. Wagen mit Bremserbühnen wurden bis in die 1980er Jahre noch neugebaut, europäische Kesselwagen und Selbstentladewagen werden bis heute damit ausgerüstet. Wagen, die nur als Vorsichtswagen und damit handgebremst ablaufen dürfen, benötigen auch weiterhin eine vom Wagen aus bedienbare Handbremse. 
Güterwagen mit Bremserhaus waren in Deutschland bis Mitte der 1970er Jahre noch regelmäßig zu beobachten, insbesondere bei italienischen Güterwagen. Bei einigen Bahngesellschaften, so bei der italienischen FS und der schweizerischen SBB hielten sie sich teilweise noch bis in die 1990er Jahre.